# Nils Wogram
Nils Wogram (nacido el  7 de noviembre de 1972 en Braunschweig , Alemania) es un trombonista de jazz. Comenzó estudios clásicos a los 12 años y se unió a la Orquesta Federal Alemana de Jazz en 1989. En 1992 se marchó a Nueva York donde vivió varios años, debutando con su primer álbum en 1994 y formando un cuarteto con el pianista Simon Nabatov.
Tras este álbum ha sacado otros dos más, realizando una gira por Rusia con Root70, y ganando premios en su Alemania natal. Actualmente es profesor del conservatorio de Lucerna.